# Неджати Якупи
Неджати Якупи (на албански: Nexhati Jakupi; на македонска литературна норма: Неџати Јакупи) е политик от Северна Македония.

## Биография
Роден е на 10 юли 1973 година в град Гостивар. Завършва Медицинския университет в София, а после и Медицинския факултет на Скопския университет. В различни периоди работи в Норвежкия комитет по делата на бежанците, медицинския център в Гостивар и други. Между 2005 и 2008 работи в хирургическата клиника на Университетския клиничен център в Скопие. Бил е заместник-кмет на Гостивар. Между 2008 и 2011 е министър на околната среда и планирането. От 2011 е народен представител.